# Mozaikszók listája: I, Í
Ezen a lapon az I és Í betűvel kezdődő mozaikszók ábécé rend szerinti listája található. A kis- és nagybetűk nem különböznek a besorolás szempontjából.

## Lista: I, Í
- IAI – International Alliance of Interoperability (újabban BuildingSmart néven is emlegetik), az IFC nevű információs modellt fejlesztik.
- IBM – International Business Machines (nemzetközi üzleti gépek)
- IBRD – International Bank for Reconstuction and Development (Nemzetközi Újjáépítési és Fejlesztési Bank, Világbank)
- ICBM – Intercontinental Ballistic Missile (interkontinentális ballisztikus rakéta)
- ICA[halott link] – Internation Cube Association (Nemzetközi Kocka Társaság)
- ICMP – Internet Control Message Protocol (internetes irányítóüzenetek protokollja)
- IDM – Intelligent Dance Music (intelligens tánczene)
- IEB – Inter-Európa Bank Nyrt.
- IFC
  - International Fire Code (Nemzetközi Tűzvédelmi Szabályzat)
  - Independent Film Channel (1994)
  - IFC Films, amerikai filmstúdió (1999)
  - Internationial Finance Corporation
  - Intel Fortran Compiler
  - Industrial Foundation Classes (ISO 16739)
- IFCS – Intelligent Flight Control System
- IFOR – Implementation Force
- IFRS – International Financial Reporting Standards (nemzetközi pénzügyi beszámolókészítési szabványok)
- IFS – iterált függvényrendszer
- IGE – Írók Gazdasági Egyesülete
- IKEA – Ingvar Kamprad Emtaryd, Agunnaryd
- IMEI – International Mobile Equipment Identity
- Nemzetközi Valutaalap – International Monetary Fund
- INRI Iesus Nazarenvs Rex Ivdaeorvm (názáreti Jézus, a zsidók királya)
- IC – integrated circuit (integrált áramkör)
- IP – Internet Protocol
- IPL – Information Processing Language
- IR – infra red (infravörös)
- IRA – Irish Republican Army (Ír Köztársasági Hadsereg)
- IRC – Internet Relay Chat
- IRU – International Road Transportation Union
- ISA – Industry Standards Assocation
- ISBN – International Standard Book Number
- ISDN – Integrated Services Digital Network (integrált szolgáltatások digitális hálózata)
- ISO – International Organization for Standardization (Nemzetközi Szabványügyi Szervezet)
- IT – Information Technology (információtechnológia)
- (MS)IE – (Microsoft) Internet Explorer
- i. e. – időszámításunk előtt (értsd: időszámításunk kezdete előtt)